# マルグリット・ド・ブルゴーニュ (1374-1441)
マルグリット・ド・ブルゴーニュ（Marguerite de Bourgogne, 1374年10月16日 - 1441年3月8日）は、ブルゴーニュ公フィリップ・ル・アルディとその妻のフランドル女伯マルグリット3世の間の長女で、バイエルン公ヴィルヘルム2世の妻。

## 生涯
ブルゴーニュ公爵夫妻の第3子、長女として生まれた。兄のジャン・サン・プールはブルゴーニュ公、次弟アントワーヌはブラバント公、末弟フィリップはヌヴェール伯およびルテル伯である。妹カトリーヌはオーストリア公レオポルト4世の妻、別の妹マリーはサヴォイア伯アメデオ8世（対立教皇フェリクス5世）の妻となった。
1385年4月12日にカンブレーにおいて、バイエルン＝シュトラウビンク公アルブレヒト1世の長男ヴィルヘルム（2世）と結婚した。ヴィルヘルムはエノー・ホラント・ゼーラントの3つの伯爵領の相続者であった。マルグリットの兄ジャン・サン・プールとヴィルヘルムの姉マルガレーテも一緒に結婚式を挙げた。このカンブレー二重結婚は、後にブルゴーニュ公爵家がエノー、ホラント、ゼーラントの3伯爵領を自領に組み込むための布石となった。
マルグリットは夫ヴィルヘルムの領国経営に深く関与した。ヴィルヘルムはホラント伯領で暮らすのを好んでエノーには滅多に姿を現さなかったため、妻であるマルグリットがエノー伯領の摂政を務めていた 。公爵夫妻は結婚後16年目に一人娘ジャクリーヌ（1401年 - 1436年）に恵まれた。1410年以降、マルグリットの政治的地位はより高まり、いくつかの都市や城が彼女の私領（封土）となった。
1417年の夫の死後も、娘ジャクリーヌが相続した3伯爵領で一定の政治的役割を果たした。隠居所としてル・ケノワの城に住むのを好み、1441年にこの城で没した。